# Бурза, Фабьян
Фабьян Бурза (фр. Fabian Bourzat; род. 19 декабря 1980, Нант, метрополия Франции) — французский фигурист, выступавший в танцах на льду. В паре с Натали Пешала становился бронзовым призёром чемпионата мира (2012, 2014), чемпионом Европы (2011, 2012), серебряным призёром финала Гран-при (2010) и пятикратным чемпионом Франции (2009, 2011—2014).
По состоянию на апрель 2012 года Бурза и Пешала занимали второе место в рейтинге Международного союза конькобежцев.

## Карьера

### Ранние годы
Бурза встал на коньки в 1987 году, когда ему было шесть-семь лет. На начальном этапе он не выступал в одиночном катании, сразу начав заниматься танцами на льду. В детстве и юношестве его партнёршами по танцам были Соня Казагранде, Каролин Трюон и Альбан Салью.
В 2000 году, по предложению тренера Мюриэль Зазуи, образовал пару с Натали Пешала. Пара быстро скаталась, что позволило уже в первый совместный сезон показывать хороший уровень катания и высокие результаты. Они стали чемпионами Франции среди юниоров и завоевали серебро на этапе юниорского Гран-при в Китае.

### Сезон 2010–2011
Сезон 2010–2011 пара начала с побед на турнирах Nebelhorn Trophy и the Finlandia Trophy. Для своих программ, пара первоначально использовала музыку из кинофильма "Амели" для своего короткого танца, но скоро заменили его на Доктор Живаго, а произвольный танец под "Огни большого города", которые показали на этапе гран-при в Китае (Cup of China 2010), который они выиграли с большим отрывом от российской и итальянской пар. В этом же году, пара побеждает и на Парижском этапе гран-при Trophée Eric Bompard 2010. Их результаты позволили снова квалифицироваться в Финал Гран при, где они выиграли серебряную медаль, которая стала для французов второй в карьере.
Сезон продолжился победой на Чемпионате Европы 2011. Для французской пары, это первая медаль на данном турнире, но тем не менее на Чемпионате мира того же года пара останавливается в шаге от бронзовой медали, занимая 4 место. По окончании сезона французы переходят тренироваться к Анжелике Крыловой и Паскуале Камерленго.

### Сезон 2011–2012
Готовясь к следующему соревновательному сезону Натали и Фабьян провели время в течение лета в Лионе, где работали с балетмейстером Кадером Бельмоктэром над новым произвольным танцем на тему Египта.
В сезоне 2011-2012 Пешала Бурза были заявлены на три этапа гран-при: Skate America 2011, Skate Canada 2011 and Trophee Eric Bompard 2011. Хотя партнёр был болен бронхитом, они смогли выиграть серебряную медаль на этапе гран-при в США. Позже пара решила сняться с канадского этапа и восстановиться, чтобы продолжить сезон и вернуться в Парижский этап, где они выиграли серебряную медаль, уступив Тессе Вирчу и Скотту Моиру. Эти места позволили вновь квалифицироваться в Финал гран-при, где Натали и Фабьян в третий раз в карьере выиграют медаль, на сей раз снова бронзовую.
В 2012 пара приезжает на Чемпионат Европы в качестве действующих чемпионов, но начинается турнир для французов не столь удачно. После короткого танца их ставят на 2-е место с минимальным отрывом от лидеров. Но после произвольного танца Пешала - Бурза обыгрывают российскую пару Екатерина Боброва и Дмитрий Соловьёв и защищают своё чемпионское звание, становясь двукратными чемпионами Европы.
Спустя пару месяцев, на тренировке Натали ломает нос, но операцию откладывает до окончания Чемпионата мира. Несмотря на проблемы со здоровьем партнёрши, французская пара завоевала свою первую бронзовую медаль на Чемпионате мира 2012.

### Сезон 2012–2013
В новом сезоне Пешала - Бурза были заявлены на два этапа гран-при. Они побеждают как и в 2010 году на Китайском этапе (Cup of China), оставляя позади российскую пару Екатерину Боброву - Дмитрия Соловьёва и канадских спарринг-партнёров Кейтлин Уивер - Эндрю Поже и на домашнем этапе, опережая итальянцев Анну Каппеллини - Луку Ланотте. Тем самым, пара в четвёртый раз в своей карьере отбирается в Финал гран-при, где занимает 3 итоговое место. Первая часть сезона заканчивается для представителей Франции успешно, победой на национальном чемпионате, которая становится для Натали и Фабьяна четвёртой в карьере. Позже пара вынуждена пропустить Чемпионат Европы в Загребе из-за травмы Фабьяна.  Как становится известно, на тренировке в Детройте он частично порвал приводящую мышцу на правой ноге. По той же причине, выступление пары не сложилось и на Чемпионате мира, куда они изначально планировали ехать за медалью.

## Программы
| Сезон     | Короткий танец | Произвольный танец |
| --------- | --- | --- |

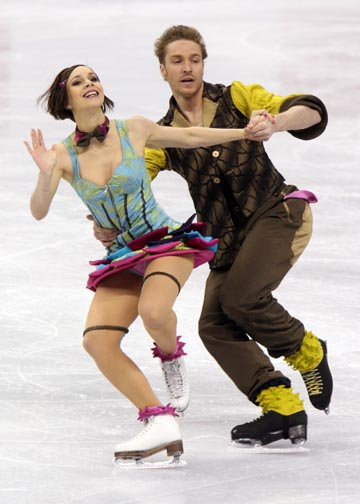
Пешала и Бурза в программе «Цирк», 2008 год

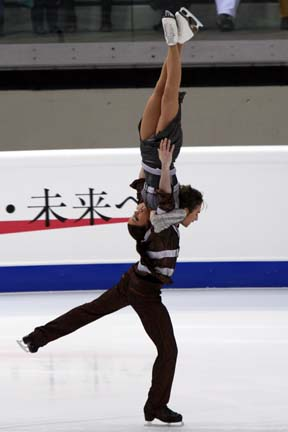
Пешала и Бурза в 2007 году

| 2013—2014 | Медленный фокстрот: Big Spender Сай Коулмэн и Дороти Филдс Квикстеп: Sing, Sing, Sing Луи Прима Чарльстон: Mein Herr Джон Кандер | Caroussel из Cirque du Soleil Бенуа Ютрас Droit de Cite Raphael Beaun и Макс Стайнер Jeux Interdits Фернандо Сор Le Petit Prince et sa Rose Максим Родригес |
| 2012-2013 | Полька: Gaite Parisienne Жак Оффенбах Вальс: Sous le ciel de Paris Ив Монтан Полька: Gaite Parisienne Жак Оффенбах               | Miss You Angie Sympathy for the Devil Start Me Up The Rolling Stones                                                                                        |
| 2011-2012 | Mas Que Nada Жоржи Бен Жор, Batacuda Abacaxi, Real in Rio Сержио Мендес, Джон Пауэлл                                             | Passion Питер Гэбриел, In the Garden of Souls Narada World, Le retour de Punt Бернард Беккер, Alf Layla Wa Layla Ahmad Sidqi                                |
| 2010–2011 | Саундтрек к фильму «Амели» Ян Тирсен «Fuga y Misterio» Астор Пьяццолла «Тема Лары» из фильма «Доктор Живаго»                     | Музыка из кинофильмов Чарльза Чаплина в исполнении Лондонского симфрнического оркестра                                                                      |
| Сезон     | Оригинальный танец | Произвольный танец |
| 2009–2010 | «Thank God, I'm a Country Boy» Рой Риверс и Долли Партон «It's not over now» Дейл Уотсон                                         | «Kika» Ezekiel Реквием по мечте Клинт Мэнселл «Time» Максим Родригес                                                                                        |
| 2008–2009 | «It Don't Mean a Thing» «The Puppini Sisters»                                                                                    | «La Notte di Favola» Никола Пиовани «La Marche des Gladiateurs Jonglage» Максим Родригес                                                                    |
| 2007–2008 | «Le Gitare al viento» и «Blanca de Plata» Гвадиана «Imagen del recuerdo» Хосе Мерсе                                              | «Organ Donor» DJ Shadow «Marla & Space Monkeys» Майкл Симпсон и Джон Кинг                                                                                   |
| 2006–2007 | «Mi Buenos Aires Querido» Карлос Либедински «Escualo» Астор Пьяццолла                                                            | «Времена года» Ассен Мезоуки |
| 2005–2006 | Latin mix | Отверженные (мюзикл) |
| 2004–2005 | Slow fox и чарльстон | Кошки (мюзикл) Эндрю Ллойд Уэббер |
| 2003–2004 | «Swing Brother Swing» C. MacGill «If Can't Have You» E. James                                                                    | Babalu Chano Dance of the Soldiers «Red Army Choir» «Hasta Siempre» S. Brave «Demasia da Corazon» W. de Ville                                               |
| 2002–2003 | «Маскарад» Арам Хачатурян «Tritsch Tratsch Polka» by Иоганн Штраус (сын)                                                         | «Buddha Bar» Клод Шалле |

## Результаты
| Соревнования                | 00/01         | 01/02         | 02/03         | 03/04         | 04/05         | 05/06         | 06/07         | 07/08         | 08/09         | 09/10         | 10/11         | 11/12         | 12/13         | 13/14         |
| Международные               | Международные | Международные | Международные | Международные | Международные | Международные | Международные | Международные | Международные | Международные | Международные | Международные | Международные | Международные |
| --------------------------- | ------------- | ------------- | ------------- | ------------- | ------------- | ------------- | ------------- | ------------- | ------------- | ------------- | ------------- | ------------- | ------------- | ------------- |
| Олимпиада — танцы           |               |               |               |               |               | 18            |               |               |               | 7             |               |               |               | 4             |
| Олимпиада — команда         |               |               |               |               |               |               |               |               |               |               |               |               |               | 6             |
| Чемпионат мира              |               |               |               | 20            | 19            | 15            | 12            | 7             | 5             | 4             | 4             | 3             | 6             | 3             |
| Чемпионат Европы            |               |               |               |               | 12            | 11            |               | 5             | 4             | 4             | 1             | 1             |               |               |
| Финал Гран-при              |               |               |               |               |               |               |               | 6             |               | 3             | 2             | 3             | 3             | 3             |
| Гран-при Франции            |               |               | 9             | 8             | 8             | 5             | 7             |               |               | 2             | 1             | 2             | 1             | 3             |
| Гран-при Китая              |               |               |               | 7             | 7             |               |               |               |               |               | 1             |               | 1             | 1             |
| Finlandia Trophy            |               |               |               |               |               |               |               |               |               |               | 1             |               |               |               |
| Nebelhorn Trophy            |               |               |               |               |               |               |               |               |               |               | 1             |               |               |               |
| Гран-при Канады             |               |               | 11            |               |               |               |               |               | 3             | 2             |               |               |               |               |
| Гран-при Японии             |               |               |               |               |               |               |               |               | 2             |               |               |               |               |               |
| Гран-при США                |               |               |               |               |               |               | 3             | 2             |               |               |               | 2             |               |               |
| Гран-при России             |               |               |               |               |               | 5             |               | 2             |               |               |               |               |               |               |
| Универсиада                 |               |               | 3             |               | 3             |               |               |               |               |               |               |               |               |               |
| World Team Trophy           |               |               |               |               |               |               |               |               |               |               |               | 4             |               |               |
| Международные среди юниоров |               |               |               |               |               |               |               |               |               |               |               |               |               |               |
| Чемпионат мира              | 8             | 6             |               |               |               |               |               |               |               |               |               |               |               |               |
| Финал Гран-при              |               | 7             |               |               |               |               |               |               |               |               |               |               |               |               |
| Гран-при Нидерландов        |               | 4             |               |               |               |               |               |               |               |               |               |               |               |               |
| Гран-при Японии             |               | 2             |               |               |               |               |               |               |               |               |               |               |               |               |
| Гран-при Китая              | 2             |               |               |               |               |               |               |               |               |               |               |               |               |               |
| Гран-при Франции            | 6             |               |               |               |               |               |               |               |               |               |               |               |               |               |
| Национальные                |               |               |               |               |               |               |               |               |               |               |               |               |               |               |
| Чемпионат Франции           |               |               | 3             | 3             | 2             | 2             | 2             |               | 1             |               | 1             | 1             | 1             | 1             |
| ЧФ среди юниоров            | 1             | 1             |               |               |               |               |               |               |               |               |               |               |               |               |